# Glasgow (Missouri)
Glasgow è un comune degli Stati Uniti d'America, situato nello Stato del Missouri, diviso tra la contea di Howard e la contea di Chariton.